# Козак, Богдан Николаевич
Богдан Николаевич Козак (укр. Богдан Миколайович Козак; 27 ноября 1940 — 28 мая 2024) — советский и украинский актёр и режиссёр, театральный педагог. Народный артист Украинской ССР (1988).

## Биография
Родился 27 ноября 1940 года во Львове.
Служил во Львовском национальном театре имени Марии Заньковецкой.
Академик НАИУ.
Профессор, декан факультета культуры и искусств Львовского национального университета имени Ивана Франко.
Скончался 28 мая 2024 года. Похоронен на Лычаковском кладбище Львова.

## Фильмография
- 1973 — «До последней минуты», Одесская киностудия, актёр
- 1973 — «Старая крепость», Киностудия имени А. Довженко, актёр
- 1979 — «Хозяин», фильм-спектакль, Укртелефильм, актёр
- 1987 — «Государственная граница. За порогом победы», Беларусьфильм, актёр
- 1988 — «Прошедшее вернуть», ТО «Экран», актёр
- 1991 — «Павел Полуботок», Укртелефильм, актёр
- 1993 — «…Время собирать камни», Укртелефильм, актёр
- 1995 — «Иисус, сын Бога живого», Галичина-фильм, фильм о жизни, смерти и воскресении Иисуса Христа, актёр
- 2001 — «У. Б. Н. (Украинский буржуазный националист)», спектакль Львовского Национального украинского драматического театра имени М. К. Заньковецкой, актёр
- 2009 — «Иван Франко. Львовские страницы жизни», ГТРК «Культура», диктор

## Награды и премии
- Народный артист Украинской ССР (1988)
- Орден «За заслуги» I (2010)[5], II (2006)[6] и III (2000)[7] степеней
- Национальная премия Украины имени Тараса Шевченко (2010) — за концертное исполнение поэтических композиций «Евангелие от Тараса» и «Думы» по произведениям Тараса Шевченко[8]
- Орден князя Ярослава Мудрого IV степени (2020)[9] и V степени (2015)[10]
- Юбилейная медаль «20 лет независимости Украины» (2011)[11]
- Награда имени Станислава Игнация Виткевича (2017) — за выдающиеся достижения в распространении и пропаганде польской культуры в мире.